# Dejan Trajkovski
Pour les articles homonymes, voir Trajkovski.
Dejan Trajkovski, né le 14 avril 1992 à Maribor, est un footballeur international slovène, qui évolue au poste d'arrière gauche au FC Džiugas.

## Biographie

### En club
Dejan Trajkovski participe à la Ligue des champions et à la Ligue Europa avec les clubs du NK Maribor et du NK Domžale. En Ligue Europa, il inscrit un but sur la pelouse du club biélorusse du Chakhtior Soligorsk en juillet 2016, lors du deuxième tour de la compétition.

### En sélection
Dejan Trajkovski dispute 17 matchs avec l'équipe de Slovénie espoirs entre août 2011 et mai 2014, dont sept matchs comptant pour les éliminatoires du Championnat d'Europe 2013, et six matchs pour celui de 2015.
Il obtient sa première sélection avec la Slovénie le 11 novembre 2016 lors d'une victoire (1-0) à Malte dans le cadre des éliminatoires de la Coupe du monde 2018.

## Statistiques
| Saison                | Club                  | Championnat           | Championnat | Championnat | Coupe(s) nationale(s) | Coupe(s) nationale(s) | Supercoupe | Supercoupe | Compétition(s) continentale(s) | Compétition(s) continentale(s) | Compétition(s) continentale(s) | Total | Total |
| Saison                | Club                  | Division              | M.          | B.          | M.                    | B.                    | M.         | B.         | Comp.                          | M.                             | B.                             | M.    | B.    |
| 2011-2012             | NK Maribor            | Prvaliga              | 15          | 0           | 1                     | 0                     | -          | -          | C1+C3                          | 1+4                            | 0+0                            | 21    | 0     |
| 2012-2013             | NK Maribor            | Prvaliga              | 11          | 0           | -                     | -                     | 1          | 0          | C1+C3                          | 3+1                            | 0+0                            | 16    | 0     |
| 2013-2014             | NK Maribor            | Prvaliga              | 8           | 0           | 2                     | 0                     | -          | -          | C3                             | 1                              | 0                              | 11    | 0     |
| 2014-2015             | NK Maribor            | Prvaliga              | 1           | 0           | -                     | -                     | -          | -          | -                              | -                              | -                              | 1     | 0     |
| Sous-total            | Sous-total            | Sous-total            | 35          | 0           | 3                     | 0                     | 1          | 0          | -                              | 10                             | 0                              | 49    | 0     |
| 2014-2015             | NK Domžale            | Prvaliga              | 15          | 0           | 2                     | 0                     | -          | -          | -                              | -                              | -                              | 17    | 0     |
| 2015-2016             | NK Domžale            | Prvaliga              | 28          | 1           | 4                     | 0                     | -          | -          | C3                             | 2                              | 0                              | 34    | 1     |
| 2016-2017             | NK Domžale            | Prvaliga              | 1           | 0           | -                     | -                     | -          | -          | C3                             | 3                              | 1                              | 4     | 1     |
| Sous-total            | Sous-total            | Sous-total            | 44          | 1           | 6                     | 0                     | -          | -          | -                              | 5                              | 1                              | 55    | 2     |
| 2016-2017             | FC Twente (prêt)      | Eredivisie            | 22          | 0           | 1                     | 0                     | -          | -          | -                              | -                              | -                              | 23    | 0     |
| 2017-2018             | FC Twente             | Eredivisie            | 4           | 0           | 1                     | 0                     | -          | -          | -                              | -                              | -                              | 5     | 0     |
| Sous-total            | Sous-total            | Sous-total            | 26          | 0           | 2                     | 0                     | -          | -          | -                              | -                              | -                              | 28    | 0     |
| 2017-2018             | Puskás Akadémia       | NB I                  | 13          | 1           | 7                     | 0                     | -          | -          | -                              | -                              | -                              | 20    | 1     |
| 2018-2019             | Puskás Akadémia       | NB I                  | 6           | 0           | -                     | -                     | -          | -          | -                              | -                              | -                              | 6     | 0     |
| Sous-total            | Sous-total            | Sous-total            | 19          | 1           | 7                     | 0                     | -          | -          | -                              | -                              | -                              | 26    | 1     |
| Total sur la carrière | Total sur la carrière | Total sur la carrière | 124         | 2           | 18                    | 0                     | -          | -          | -                              | 15                             | 1                              | 157   | 3     |

## Palmarès
NK Maribor
- Champion de Slovénie en 2012, 2013, 2014 et 2015.
- Vainqueur de la Coupe de Slovénie en 2012.
- Vainqueur de la Supercoupe de Slovénie en 2012.